# Material Girl
"Material Girl" är en låt framförd av den amerikanska popartisten Madonna. Låten släpptes den 30 november 1984 som den andra singeln från hennes andra studioalbum, Like a Virgin. Den skrevs av Peter Brown och Robert Rans och producerades av Nile Rodgers. Madonna har förklarat att låtens koncept var likt hennes livssituation vid den tiden. Enligt henne var låten provocerande och därav blev hon fäst vid den.

## Låtlista
- Amerikansk/brittisk 7"-vinylsingel[3]

1. "Material Girl" – 4:00
2. "Pretender" – 4:28

- Amerikansk/brittisk 12"-vinylsingel / Nyutgåva på CD (1995)[4]

1. "Material Girl" (Extended Dance Mix) – 6:05
2. "Pretender" – 4:28

- Japansk 12"-vinylsingel[5]

1. "Material Girl" (Extended Dance Mix) – 6:10
2. "Into the Groove" – 4:45
3. "Angel" (Extended Dance Mix) – 6:14

## Medverkande
- Madonna – sång, bakgrundssång
- Peter Brown – låtskrivare
- Robert Rans – låtskrivare
- Nile Rodgers – producent, gitarr, Synclavier II, Juno-60
- Bernard Edwards – bas
- Tony Thompson – trummor
- Curtis King – bakgrundssång
- Frank Simms – bakgrundssång
- George Simms – bakgrundssång

Medverkande är hämtade ur albumhäftet till Like a Virgin.

## Listplaceringar
| Lista (1985)                                  | Topplaceringar |
| --------------------------------------------- | -------------- |
| US Billboard Hot 100                          | 2              |
| US Billboard Hot 100 Airplay                  | 2              |
| US Billboard Hot 100 Singles Sales            | 3              |
| US Billboard Hot Dance Music/Club Play        | 1              |
| US Billboard Adult Contemporary               | 38             |
| US Billboard Hot R&B/Hip-Hop Singles & Tracks | 49             |
| US ARC Weekly Top 40                          | 1              |
| Australien                                    | 4              |
| Österrike                                     | 8              |
| Kanada                                        | 5              |
| Chile (EP)                                    | 1              |
| Eurochart Hot 100                             | 5              |
| Frankrike                                     | 47             |
| Germany                                       | 13             |
| Republiken Irland                             | 3              |
| Israel                                        | 3              |
| Japan Oricon Weekly Singles Chart             | 35             |
| Finland                                       | 1              |
| Spanien                                       | 10             |
| Sydafrika                                     | 2              |
| Schweiz                                       | 15             |
| Storbritannien                                | 3              |